# Пертинакс
Пу́блий Ге́львий Пертина́кс (лат. Publius Helvius Pertinax; 1 августа 126, Альба Помпея — 28 марта 193, Рим) — римский император, правивший в течение 87 дней, с 1 января по 28 марта 193 года.
Пертинакс был сыном вольноотпущенника и оказался первым римским императором со столь низким происхождением. При Антонине Пие и Марке Аврелии он сделал карьеру военного. Пертинакс отличился в войнах с парфянами и маркоманами, был включён в состав сената, дважды (в 175 и 192 годах) занимал должность консула, был наместником ряда провинций, а со 190 года — префектом Рима.
После убийства Коммода заговорщиками Пертинакс неожиданно для себя самого был провозглашён императором. Он старался править в согласии с сенатом; за неполных три месяца ему удалось улучшить финансовое положение империи благодаря строгой экономии, реабилитировать осуждённых за «оскорбление величества», восстановить судебную систему. Однако Пертинакс не смог сделать опорой своей власти преторианскую гвардию, хранившую добрую память о Коммоде и боявшуюся, что новый император лишит её привилегий. После нескольких неудачных попыток преторианцы убили Пертинакса в его дворце. Наместник Верхней Паннонии Луций Септимий Север объявил себя мстителем за убитого и под этим предлогом начал гражданскую войну. После победы Севера Пертинакс был обожествлён, его сын стал жрецом отцовского культа.

## Биография

### Происхождение и начало карьеры
Публий Гельвий Пертинакс родился 1 августа 126 года в Лигурии, в принадлежавшем его матери имении Апеннина рядом с городком Альба Помпея. По словам Геродиана, будущий император происходил «из простого и незначительного рода». Юлий Капитолин уточняет, что отцом Публия был вольноотпущенник и торговец Гельвий Сукцесс, который дал сыну когномен Пертинакс (лат. pertinax — «упорный, настойчивый, цепкий») «в ознаменование того, что сам он непрерывно и упорно занимался торговлей шерстью». Сукцесс постарался дать сыну хорошее образование. Пертинакс обучался грамматике у известного специалиста в этой области Гая Сульпиция Аполлинария (учителя Авла Геллия), а потом и сам начал преподавать, но это занятие оказалось не слишком доходным, и поэтому будущий император начал карьеру военного. По данным Юлия Капитолина, он стал центурионом при содействии патрона его отца, консуляра Лоллиана Авита, по данным Диона Кассия — кавалерийским трибуном благодаря помощи Клавдия Помпеяна. Впрочем, антиковед Г. Альфёльди обратил внимание на то, что должность центуриона не упоминается в посвящённой Пертинаксу надписи из города Брюль. Согласно предположению этого учёного, Лоллиан Авит только пытался сделать Публия Гельвия центурионом, но по неизвестной причине потерпел неудачу.
Позже Пертинакс был назначен префектом IV Галльской когорты в Сирии. Это произошло в правление Антонина Пия, то есть до 161 года; в историографии есть и более точная датировка — примерно 157 год. Эта должность обеспечила Публию вхождение во всадническое сословие, однако в целом была совершенно незначительной. Об этом говорит эпизод, известный благодаря Юлию Капитолину: за то, что Пертинакс без официального разрешения использовал государственную почтовую службу для того, чтобы добраться до провинции, сирийский наместник заставил его идти от Антиохии до места службы пешком.
Пертинакс участвовал под началом Луция Вера в парфянской войне 161—166 годов, в ходе которой выслужился «благодаря своему рвению». Возможно, его участие ограничилось первой фазой этой войны, закончившейся в 163 или в начале 164 года и успешной для Рима (парфяне были вытеснены из Сирии). В 164, 165 или 166 году Публий Гельвий был переведён на службу в Британию трибуном VI Победоносного легиона, дислоцировавшегося в Эбораке. Спустя какое-то время Пертинакс стал префектом Первой или Второй Тунгрской конной вспомогательной когорты в Мёзии. Он упоминается в надписи, найденной в Сирмии, а потому в историографии есть гипотеза, что Публий служил в качестве командира конного отряда в Паннонии под началом Клавдия Помпеяна, правившего этой провинцией между 165 и 167 годами. Позже (возможно, в 166 или 167 году) он ведал распределением продовольствия на Эмилиевой дороге, соединявшей Аримин с Плаценцией, потом (по одной из гипотез, в 167 году или в начале 168 года) командовал Германским флотом на Рейне, а из Германии был переведён в Дакию, причём, по словам Юлия Капитолина, в этой провинции его жалованье выросло до двухсот тысяч сестерциев. Какую должность Публий занимал в Дакии, неясно; в историографии существуют предположения, что это была прокуратура или какой-то экстраординарный пост с полномочиями легата-пропретора. Дакийское назначение разные историки относят к 168, 169 или 170 году.

### На высших должностях

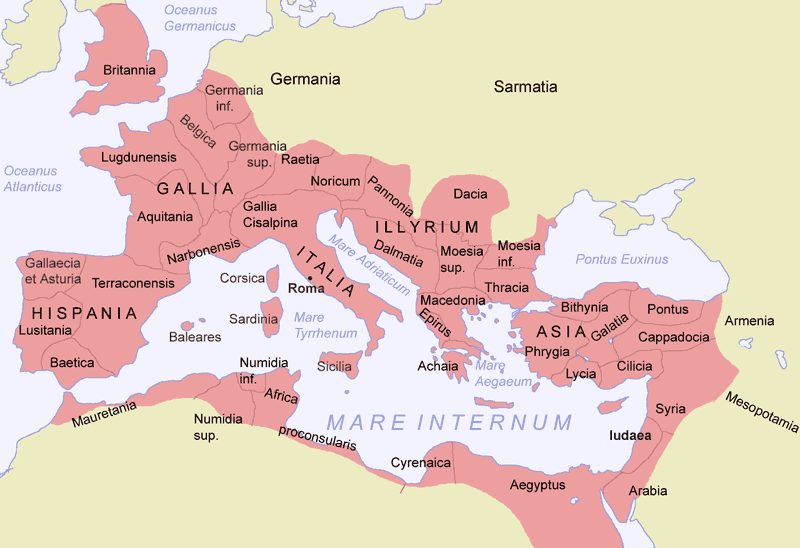
Римская империя во II веке

Служба в Дакии неожиданно прервалась: как пишет Юлий Капитолин, Пертинакс «по чьим-то проискам вызвал подозрение у императора Марка и был отстранён». Подробности неизвестны. Антиковедам остаётся только предполагать, что какие-то представители имперской элиты остались недовольны тем, как Публий исполняет свои обязанности, и добились его отстранения. Неясно также, долго ли Пертинакс был в отставке. Его возвращение на службу источники связывают с его покровителем Клавдием Помпеяном, женившимся на дочери Марка Аврелия (вдове Луция Вера) и после этого возвысившего свою креатуру, но информации о дате свадьбы тоже нет. Известно только, что Публий стал «будущим помощником» Помпеяна «по командованию воинскими частями», в этом качестве хорошо себя зарекомендовал и был принят в сенаторское сословие.
Предположительно сотрудничество с Помпеяном заключалось в командовании вспомогательными войсками во время Маркоманской войны (по разным версиям, в 169, 170 или 171 году). Пертинакс мог сначала участвовать в отражении набега маркоманов и квадов на Северную Италию, а потом преследовать отступавшего врага до дунайской границы — вероятно, в Паннонии. За заслуги Марк Аврелий «дал ему звание бывшего претора и поставил во главе первого легиона», расквартированного в Паннонии; с этим легионом Публий принимал участие в освобождении от варваров провинций Реция и Норик (по одной из гипотез, в 171 или 172 году), в походах за Дунай на квадов (предположительно в 172 или 173 году) и сарматов (в 174 или 175 году). За «выдающееся рвение» будущий император удостоился звания консула-суффекта в 175 году вместе с Марком Дидием Юлианом, другим успешным полководцем, который незадолго до того разгромил германское племя хавков.
Римляне одержали полную победу в Маркоманской войне, но, уже начав организацию за Дунаем двух новых провинций, Марк Аврелий узнал о мятеже Авидия Кассия на Востоке (весна 175 года). Пертинакс был в числе тех военачальников, которые должны были подавлять это восстание, однако война очень быстро закончилась благодаря гибели мятежника. После этого Публий Гельвий сопровождал императора, инспектировавшего восточные провинции. За три последующих года он успел побывать легатом (императорским наместником) трёх придунайских провинций: Нижней Мёзии (176—177 годы), Верхней Мёзии (177 год) и Дакии (177—179 или 177—178 годы). Такая стремительная смена должностей является необычной и могла быть связана с новыми приграничными войнами на Дунае, закончившимися только при новом императоре — сыне Марка Аврелия Коммоде, который пришёл к власти в 180 году. Пертинаксу удалось наладить оборону своих провинций, так что ситуация там осталась стабильной.
В промежутке между 178 и 181 годами Пертинакс стал наместником Сирии — одной из ключевых провинций на римском Востоке. Возможно, именно там родился его сын, тоже Публий. В Рим Пертинакс вернулся в 182 году, но префект претория Секст Тигидий Переннис тут же приказал ему уехать в лигурийское имение; причиной тому было знакомство Публия со многими участниками раскрытого тогда заговора Луциллы.
Ссылка продлилась три года. После убийства Перенниса в 185 году Коммод вспомнил о Пертинаксе и направил его легатом в Британию, где к тому времени сложилась тяжёлая ситуация: в трёх местных легионах происходили волнения из-за жестокости предыдущего наместника, Ульпия Марцелла. Публий не пошёл на уступки солдатам. Он постарался восстановить дисциплину и, по словам Юлия Капитолина, «удержал воинов от всяких мятежей, хотя они и были готовы провозгласить императором кого угодно, а в особенности — самого Пертинакса». Впрочем, тот же автор рассказывает, что легионеры однажды чуть было не убили наместника (тот спасся только потому, что лежал среди убитых) и что Публий попросил императора найти ему замену из-за слишком враждебного отношения солдат.
Примерно в 187 году Пертинакс вернулся в столицу и занял должность praefectus alimentorum — попечителя о продовольствии, которое выдавалось государством. В 188 году он стал проконсулом провинции Африка, причём на этом посту «вытерпел множество мятежей, черпая бодрость из прорицаний, исходивших из храма Небесной богини». В Италию Пертинакс вернулся в 189 году, а в 190 году он был назначен на почётную должность префекта Рима. В эти годы Публий был очень близок к Коммоду; в 192 году он даже занимал должность ординарного консула вместе с императором.

### Пертинакс накануне прихода к власти

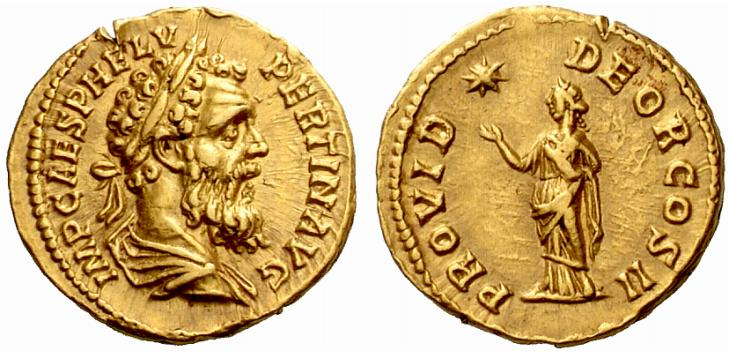
Ауреус с портретом Пертинакса

В конце 192 года, когда жизнь Пертинакса круто изменилась, ему было уже 66 лет. По словам Юлия Капитолина, это был «старик почтенного вида, с длинной бородой, курчавыми волосами, тучного телосложения, с несколько выдававшимся животом», довольно высокого роста. «Красноречием он не отличался и был скорее ласков, чем добр; простодушным его никогда не считали». Благодаря наместничеству в ряде провинций, в том числе очень богатых, Публий Гельвий стал обладателем большого состояния, которое он увеличивал разными способами — расширял полученное от отца сукновальное производство, вёл торговлю через своих рабов, ссужал деньги под высокие проценты и забирал землю у несостоятельных должников. Ходили слухи, будто во время службы он за плату отправлял подчинённых в командировки и освобождал легионеров от работ.
Богатство сочеталось у Пертинакса с бережливостью, доходившей даже до скупости (Аврелий Виктор пишет в связи с этим о приверженности «древним нравам», о подражании «древним Куриям и Фабрициям»). Так, на пирах у Публия гостям подавали «половинные порции салата-латука и артишоков. В тех случаях, когда ему не присылали в подарок ничего съестного, он независимо от числа присутствовавших друзей выдавал на три перемены блюд девять фунтов мяса. Если же присылали съестное в большом количестве, то он откладывал часть его и на следующий день, хотя приглашал на пир всегда многих». С характеристикой Пертинакса как человека очень экономного согласны все источники.
Геродиан пишет о Публии как о «человеке крепкой души и во всех отношениях мужественном», который прославился своими военными победами и к 192 году остался последним из «почтенных друзей» Марка Аврелия. Дион Кассий называет Пертинакса человеком доблестным и отмечает его огромный опыт, который, правда, не помог справиться с внезапно доставшейся Публию огромной властью.

### Провозглашение императором
В начале 190-х годов в Римской империи назревал масштабный кризис. Коммод сосредоточился на развлечениях, а государственные дела передал своим любимцам — сначала Переннису, потом Клеандру. Он не считался с сенатом и многих представителей сенаторского сословия казнил, считая их потенциальным источником опасности. Чтобы удержать власть, император заигрывал с преторианской гвардией и столичным плебсом; он организовывал роскошные игры, раздавал деньги, расширял привилегии. Вести войны с варварами Коммод не хотел, предпочитая откупаться денежными подарками. Результатом всего этого стали практически полное истощение казны, падение дисциплины в армии, недовольство аристократии, усиливавшееся из-за скандального поведения императора: тот сотни раз выходил на арену в качестве гладиатора, приказывал называть себя Геркулесом, имел репутацию человека крайне изнеженного и сумасбродного.
В конце 192 года возник заговор, к которому примкнули префект претория Квинт Эмилий Лет, любовница Коммода Марция, управляющий двором Эклект. 31 декабря 192 года Коммода попытались отравить, а когда яд не подействовал, задушили; после этого, прежде чем об убийстве стало известно, Лет и Эклект либо их посланники отправились к Пертинаксу, чтобы предложить ему верховную власть. Выбор заговорщиков, по словам Геродиана, был обусловлен тем, что они искали «воздержанного старца, который принял бы на себя власть, чтобы и им самим спастись, и всем отдохнуть от необузданной тирании», а Публий Гельвий, на их взгляд, лучше остальных подходил под это описание.
По данным Геродиана и Диона Кассия, Пертинакс сначала подумал, что к нему пришли по приказу Коммода — объявить смертный приговор. Он долго отказывался верить новостям из императорского дворца и даже послал человека, пользовавшегося его доверием (либо Ливия Лавренса, либо Фабия Цилона) посмотреть на тело Коммода. Только убедившись, что император действительно мёртв, Публий Гельвий согласился идти в казармы преторианцев, а там Лет объявил о смерти Коммода «от апоплексии» и о переходе верховной власти к Пертинаксу. Гвардейцы, преданные убитому императору, всё-таки провозгласили Публия августом, хоть и без особого энтузиазма; сыграли свою роль обещание большого донатива в двенадцать тысяч сестерциев на человека и давление окруживших казармы толп народа, выражавших свою ненависть к Коммоду.
Из казарм Пертинакс направился в сенат. Собравшиеся в курии сразу приветствовали его как августа, но Публий начал отказываться от власти, ссылаясь на свой возраст и говоря, что есть более заслуженные и знатные кандидаты. «Я был провозглашён солдатами императором, но я не хочу править», — такой была его первая речь перед сенаторами, по словам присутствовавшего при этом Диона Кассия. Согласно Геродиану, Пертинакс предложил вместо себя консуляра из патрицианского рода Мания Ацилия Глабриона, согласно Юлию Капитолину — зятя Марка Аврелия Клавдия Помпеяна, но и тот, и другой отвергли это предложение, а прочие сенаторы продолжали уговаривать Публия принять власть. Наконец, он «с колебаниями и неуверенно взошёл на императорский трон». Исследователи связывают такое поведение нового императора либо с его уверенностью в том, что верховную власть нужно оставить за представителями старинной патрицианской аристократии, либо с его желанием принять полномочия (как минимум, формально) от сената, а не от преторианцев.
На этом же заседании Публий Гельвий получил все атрибуты императорской власти, включая полномочия проконсула, право четырёх докладов (то есть право вне очереди ставить до четырёх вопросов на голосование сенаторов) и почётное прозвание «Отец отечества» (Pater patriae). При этом от предложенных для его жены и сына титулов августы и цезаря соответственно он отказался (правда, на монетах, отчеканенных в Египте, эти титулы всё равно появились). Из курии Пертинакс направился на Капитолий, где принёс жертву Юпитеру и произнёс необходимые обеты. С этого момента он был правителем Римского государства.

### Начало правления

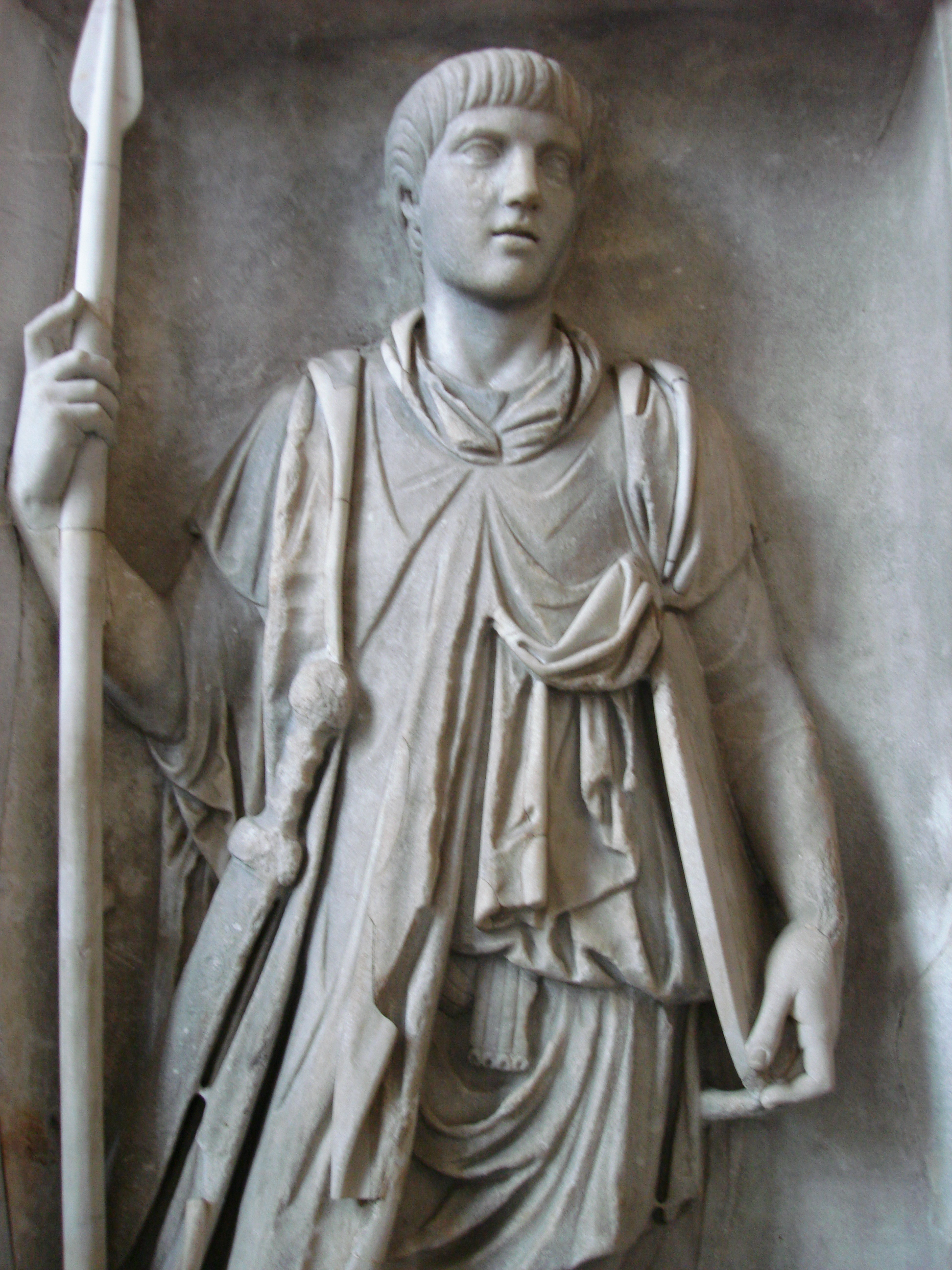
Солдат преторианской гвардии. Рельеф из Поццуоли, II век

Пертинакс принял тяжёлое наследство. Имперское правительство к 193 году столкнулось с острой нехваткой средств, необходимых для выплаты жалованья военным, обеспечения столичного плебса хлебом и зрелищами, поддержания в порядке дорожной сети (в казне на 1 января находилась ничтожная сумма в один миллион сестерциев). Долги государства постоянно росли, несмотря на появление новых налогов в Риме и провинциях, сокращение пенсий и субсидий, перевод части выплат на натуру, получение доходов благодаря конфискациям и продаже привилегий и должностей. Чтобы решить эту проблему, Публий Гельвий покончил с кричащей роскошью двора и выставил на продажу огромное имущество Коммода, накопленное за двенадцать лет, а также имущество императорских рабов и вольноотпущенников. Все введённые до него подати Пертинаксу пришлось сохранить, задолженность по выплачиваемому государством содержанию за последние девять дней он, «отбросив всякую щепетильность, объявил недействительной». Согласно Юлию Капитолину, этих мер хватило, чтобы имперская казна могла платить по всем обязательствам, но современные исследователи считают это маловероятным.
Публий Гельвий старался править, опираясь на сенат. Сразу после прихода к власти он заявил, что управление должно стать совместным делом принцепса и сенаторов, а в дальнейшем регулярно приходил на заседания; к тому же Публий на практике подтвердил свой отказ от наказания сенаторов смертью. Следуя примеру «хороших императоров», он объявил, что государственное имущество не следует считать его личной собственностью, а всё, что было конфисковано у частных лиц при Коммоде, вернул хозяевам или их наследникам (правда, не бесплатно). Солдатам и гвардейцам было приказано «прекратить своеволие по отношению к простым людям, не носить в руках дубинок и не бить никого из прохожих». По-видимому, Пертинакс постарался исправить судебную систему, отказавшись от произвольных приговоров на основании императорских рескриптов и вернувшись к обычной практике заседаний с обвинителями и защитниками. Все дела об «оскорблении величества» были прекращены, сосланным из-за таких дел разрешили вернуться домой, а казнённых реабилитировали посмертно; доносчиков начали наказывать, причём рабов, уличённых в подаче ложного доноса, распинали на крестах.
В Италии в то время уже чувствовалось запустение из-за войн и эпидемий предыдущих тридцати лет. Чтобы решить эту проблему, Пертинакс начал раздавать земли, покинутые их владельцами (лат. agri diserti), всем желающим их обрабатывать с освобождением от налогов на десять лет. Он отменил пошлины, взимавшиеся на дорогах, в портах и на берегах рек; началось выделение значительных средств на приведение в порядок дорог и на организацию других видов государственных работ. Все эти меры наряду с выдачей каждому жителю столицы четырёхсот сестерциев должны были привести к повышению уровня жизни мелких и средних собственников, а также самых необеспеченных слоёв населения. Юлий Капитолин пишет, что тому же способствовала и политика экономии. «По примеру императора, который проявлял бережливость, все стали воздержанными, вследствие чего жизнь подешевела: ведь устранив ненужные расходы на императорский двор, он уменьшил издержки вдвое против обычного».
На монетах при Пертинаксе начали чеканить совершенно новые виды посвящения — «Похвальное Благочестие», «Богам Хранителям», «Богам Родоначальникам», «Янусу Хранителю», «Освобождённым гражданам»; это говорит о бережном отношении Публия к традиционной римской идеологии. По указу императора масса денария была увеличена с 2,22 до 2,75 граммов, а массовая доля серебра выросла с 74 до 87 %, что сделало финансовую систему более устойчивой.

### Первые проявления недовольства
Положение Пертинакса, несмотря на симпатию к нему со стороны столичного плебса и союз с сенатом, оставалось довольно непрочным. Даже среди сенаторов были недовольные: на первом же заседании консуляр Квинт Помпей Сосий Фалькон упрекнул императора в том, что тот принял в своё окружение Марцию и Квинта Эмилия Лета — «слуг Коммода в его преступлениях». Позже Эдий Руф Лоллиан Генциан заявил протест против сохранения чрезмерных налогов, введённых при Коммоде, и говорил он явно от лица целой группы сенаторов, но ничего не добился. У аристократии были и другие причины для недовольства. Пертинакс начал пересмотр цензовых списков, чтобы вычеркнуть обедневших сенаторов и всадников из соответствующих сословий; особым постановлением он приказал отнести сенаторов, получивших от Коммода только номинальную претуру, к более низкому разряду по сравнению с теми, кто занимал должность претора по-настоящему. Так как претура была обязательной ступенью в карьере, необходимой для получения провинций и консулата, такая мера перечеркнула жизненные планы целого ряда политиков. В результате, по словам Юлия Капитолина, Пертинакс «вызвал у многих огромную ненависть к себе».
Нового императора ненавидели и придворные. Это было связано с сокращением расходов на содержание двора, с конфискацией имущества многих императорских вольноотпущенников, с ожиданием кадровых перестановок, неизбежных при насильственной смене власти и назначенных, по слухам, на день основания Рима (21 апреля 193 года). Один из источников сообщает, что люди, управлявшие делами императора со времён Коммода, планировали до этого дня убить Пертинакса в бане; многие придворные активно подстрекали преторианцев к бунту против новой власти. Своих слуг Публий Гельвий оставил детям, жившим отдельно, так что в Палатинском дворце он оказался в полностью враждебном окружении.
Однако основные проблемы Пертинакса были связаны с военными. Несмотря на желание императора опираться на сенат, в провинциях его власть держалась только на легионах — в первую очередь на трёх мощных пограничных группировках, которыми командовали Децим Клодий Альбин (в Британии), братья Септимии, Луций Север и Публий Гета (в Паннонии и Мёзии), и Гай Песценний Нигер (в Сирии); в течение января—марта 193 года все эти воинские части сохраняли верность императору. В столице же основной опорой Публия были преторианцы, которые хранили добрую память о Коммоде, а нового императора признали только из-за отсутствия других вариантов. Пертинакс очень быстро потерял поддержку гвардии по нескольким причинам. Из-за отсутствия денег в казне он смог выплатить всего лишь половину донатива — шесть тысяч сестерциев на человека вместо двенадцати тысяч; преторианцев возмутило уничтожение памяти о Коммоде, развернувшееся в первый же день нового царствования (разрушались статуи, соскабливались надписи, переименовывались месяцы в календаре). Наконец, гвардейцы не хотели установления жёсткой дисциплины, а Публий с самого начала взял курс именно на это.

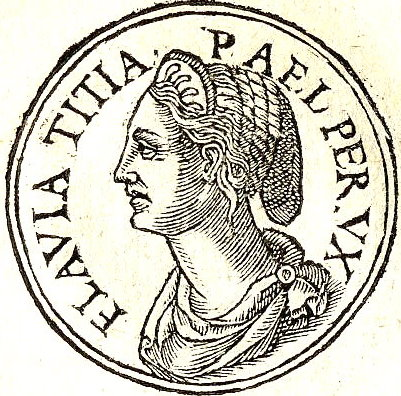
Супруга Пертинакса Флавия Титиана

В результате уже 3 января 193 года произошла первая попытка свержения Пертинакса. Преторианцы решили провозгласить императором сенатора Триария Матерна Ласцивия, но тот, перепугавшись, убежал от них и сначала явился в Палатинский дворец, а потом уехал из Рима. Следующая попытка связана с именем Квинта Эмилия Лета: этот префект претория, назначенный Коммодом, организовавший его убийство и сохранивший свой пост при новом императоре, увидел, что Пертинакс не хочет находиться в орбите его влияния, а потому составил заговор в пользу Сосия Фалькона. Планы Лета были раскрыты. Сам префект сохранил жизнь и даже должность, казнить Сосия Фалькона Пертинакс отказался, зато были приговорены к смерти многие рядовые участники заговора — в том числе преторианцы, арестованные по доносу раба.
В источниках упоминается ещё один заговор — по-видимому, в пользу родственника Луция Вера. По словам Юлия Капитолина, «какой-то раб, будто бы сын Фабии и… из фамилии Цейона Коммода, выступил со смехотворными притязаниями на Палатинский дом»; раба узнали, подвергли бичеванию и вернули господину. Сторонники этого претендента уже после его ареста пытались поднять мятеж, но потерпели неудачу.

### Гибель
Обстановка в Риме обострилась 28 марта 193 года. В казармах преторианцев начались волнения, и Пертинакс отправил туда Тита Флавия Сульпициана — своего тестя, назначенного префектом Рима. Тем временем отряд гвардейцев в 200 или 300 человек ворвался в императорский дворец. Публий направил навстречу им для переговоров Квинта Эмилия Лета, остававшегося префектом претория, но тот не выполнил этот приказ и сбежал домой (существует мнение, что Лет и был тайным инициатором мятежа). Известно, что лидером восставших преторианцев был некто Таузий из германского племени тунгров. Отсюда исследователи делают вывод, что все гвардейцы, пришедшие во дворец, могли относиться к отряду отборной кавалерии, формировавшемуся из варваров (equites singulares), а потому император мог задействовать против них другие воинские части, предположительно сохранявшие верность, — дворцовую стражу или кавалерию, набиравшуюся из римлян (equites praetoriani).
Пертинакс выбрал другое: в сопровождении управляющего двором Эклекта он вышел к мятежникам, сохраняя достоинство, и попытался их успокоить. Это ему чуть было не удалось, но в решающий момент Таузий метнул в грудь императору копьё. Остальные бросились на Пертинакса и добили его, причём он до конца прикрывал лицо тогой. После этого по улицам Рима пронесли отрубленную голову императора, который правил всего восемьдесят семь дней.
Тело Пертинакса оставалось в Палатинском дворце, пока там не появился его преемник — Марк Дидий Юлиан. Согласно Юлию Капитолину, последний приказал похоронить Публия со всеми возможными на тот момент почестями, а по данным Диона Кассия, Юлиан отнёсся к телу безо всякого почтения и пировал, когда труп ещё был во дворце. Впрочем, Дион Кассий относился к Юлиану с явной неприязнью, так что его сообщение может не соответствовать действительности.

### Семья
Около 175 года Публий Гельвий женился на Флавии Тициане — дочери сенатора Тита Флавия Сульпициана. Супруги не отличались верностью друг другу: в частности, по данным Юлия Капитолина, Флавия «открыто любила одного кифариста», а у Пертинакса была любовная связь с дочерью Марка Аврелия Корнифицией. В браке родился сын, получивший имя отца и известный как Пертинакс Младший. В 193 году он ещё был подростком и ходил в школу, так что его рождение исследователи датируют примерно 180 годом. Во время правления отца он жил в доме деда по матери, Север сделал его фламином, а Каракалла — консулом-суффектом 212 года. В том же году Пертинакс Младший был казнён.
У Диона Кассия в связи с событиями 193 года упоминается ещё и дочь Публия Гельвия и Флавии Тицианы. О ней нет никаких данных: неизвестно даже имя.

## Память о Пертинаксе

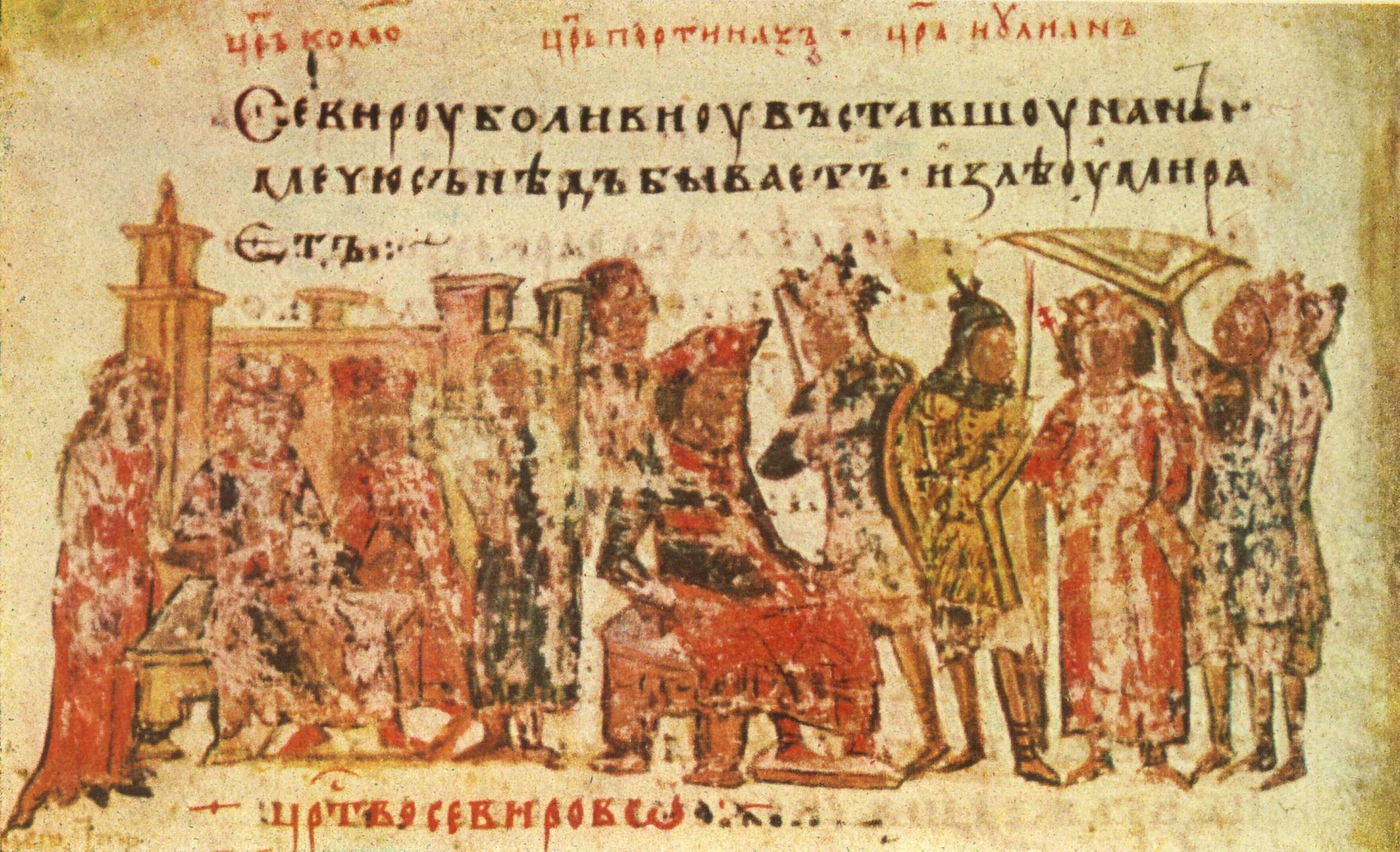
Императоры Коммод, Пертинакс и Дидий Юлиан. Иллюстрация к хронике Константина Манассии, XIV век

После гибели Публия Гельвия его тесть претендовал на верховную власть, но преторианцы отвергли его кандидатуру — в том числе из страха, что он будет мстить за зятя. Императором стал Марк Дидий Юлиан, который, по словам Юлия Капитолина, «никогда официально не упоминал о нём [о Пертинаксе] ни перед народом, ни в сенате». Однако известия об убийстве императора преторианцами вызвали негодование у солдат провинциальных армий, причём особенно сильное — у паннонских легионеров, многие из которых служили под началом Публия и сохранили хорошую память о нём. Наместник Верхней Паннонии Луций Септимий Север использовал это, чтобы добиться своего провозглашения императором и двинуть армию на столицу; главной целью похода он объявил месть за Публия. Дидий Юлиан был легко разбит и уже 1 июня 193 года погиб. Позже Северу пришлось воевать с Песценнием Нигером, тоже апеллировавшим к памяти о Пертинаксе как честном, справедливом и бережливом императоре, и он снова одержал победу.
Заняв Рим, Луций Септимий устроил Пертинаксу похороны за счёт государства (тело было погребено в фамильном склепе Тита Флавия Сульпициана), организовал игры в память об умершем и сделал его когномен частью своего полного имени; впрочем, через несколько лет он «пожелал отменить это имя как дурное знамение». Публий Гельвий был обожествлён, и первым фламином этого культа стал Пертинакс Младший.
Одним из первых биографов Пертинакса стал Марий Максим, однако его исторический труд полностью утрачен. О коротком правлении Публия Гельвия писали очевидцы событий Геродиан и Дион Кассий, причём оба симпатизировали сенатскому правлению, а потому и Пертинаксу дали положительную характеристику — как человеку честному, мужественному, стремившемуся принести пользу родине, «хорошему императору» и полной противоположности тирану Коммоду. Дион Кассий упрекает этого императора только в желании «за короткое время исправить всё». «Несмотря на весь свой огромный опыт, он не понимал, что невозможно привести в порядок всё сразу, не подвергая себя опасности, и что восстановление государства, как и многое другое, требует времени и мудрости». Сохранилась развёрнутая характеристика личности императора, в которой Дион Кассий возможно, использовал хвалебную речь, произнесённую Септимием Севером на похоронах Публия Гельвия:

Обыкновенно бывает так, что война делает грубым, а мирная жизнь — боязливым, однако Пертинакс и там, и там проявил себя превосходнейшим образом: грозный в обстановке боевых действий, он отличался рассудительностью во время мира; мужественно бесстрашный перед лицом иноземцев, и мятежников по отношению к соотечественникам и благоразумным подданным он являл милосердие, неотделимое от справедливости. Вознесённый до власти над всем обитаемым миром, он ничуть не испортился от своего возросшего могущества, не допускал ни низости, ни неподобающей заносчивости, но с самого начала и вплоть до своей кончины оставался таким, каким был всегда, — гордым без угрюмости, скромным без уничижения, проницательным без злопамятства, справедливым без мелочной дотошности, его отличали бережливость, чуждая скаредности, и возвышенный склад ума, чуждый гордыни.
— Дион Кассий. Римская история, LXXV, 5, 6—7
Исследователи признают, что Пертинакс был «честным, заботливым и энергичным» правителем, «способным и твёрдым». Его сравнивают с императором Гальбой, который пришёл к власти в 68 году после тирана Нерона и тоже попытался быстро вывести империю из кризиса, но был убит преторианцами, что стало прологом к кровавой гражданской войне. Существует даже гипотеза, что приход Пертинакса к власти удержал от мятежа Септимия Севера — иначе война могла начаться ещё раньше. Польский исследователь А. Кравчук особо отметил, что это был первый римский император, вышедший из самых низов.